# Патук Ігор Феодосійович
І́гор Феодо́сійович Пату́к (17 лютого 1963 — 21 червня 2015) — молодший сержант Збройних сил України, учасник російсько-української війни.

## З життєпису
Народився у Херсоні, після закінчення школи весь час працював у Херсонському торговельному порту. Останнім часом керував бригадою докерів та радою бригадирів.
Мобілізований 30 січня 2015-го, вирішив не відмовлятися. Кулеметник 93-ї окремої механізованої бригади. На передовій позиції викопав для себе та побратимів бліндаж, облаштовував спальні місця.
21 червня 2015-го загинув у районі Авдіївка — Опитне Ясинуватського району поблизу Донецького аеропорту під час виконання бойового завдання — під масованим обстрілом терористів. Танк, стріляючи, перебив дріт, за допомогою якого солдати підтримували зв'язок. Сержант Віталій Козак разом з солдатом Ігорем Патуком пішли шукати розрив. Коли ще йшли по траншеях, то вдавалося рухатися приховано, а потім довелося ступати по самому дроті. В цей час ворожий снайпер поцілив у Віталія, куля влучила в сонну артерію, він загинув на місці. Сержант Патук поніс на собі мертве тіло побратима, як тут почав стріляти танк, поруч вибухнув снаряд. Ігорю Патуку знесло осколком пів голови.
25 червня 2015-го похований з військовими почестями в місті Херсон, кладовище Геологів, меморіал пам'яті загиблих бійців АТО.
Без Ігоря лишились дружина Ірина та донька Ірина (виховали прийомну з дитячого будинку).

## Нагороди та вшанування
- 22 вересня 2015 року, — за мужність, самовідданість і високий професіоналізм, виявлені у захисті державного суверенітету та територіальної цілісності України, вірність військовій присязі, — нагороджений орденом «За мужність» III ступеня (посмертно)[1]